# Alt Tucheband
Alt Tucheband – gmina w kraju związkowym Brandenburgia, w powiecie Märkisch-Oderland, wchodzi w skład urzędu Golzow. Leży w pobliżu granicy polsko-niemieckiej, na terenie historycznej ziemi lubuskiej. Przez gminę przebiega droga krajowa nr 1.

## Historia
Ok. 1400 Tucheband i Hathenow przynależały administracyjnie do dekanatu żelowskiego w diecezji lubuskiej.
W 2001 do gminy włączono Rathstock (hist. pol. Roztok) i Hathenow.

## Zabytki
- Kamienie półmilowy i ćwierćmilowy przy drodze krajowej nr 1 w Alt Tucheband
- Plebania w Rathstock

## Demografia
Wykres zmian populacji Alt Tucheband w granicach z 2013 r. od 1875 r.: